# До Чикаго и назад
„До Чикаго и назад“ е книга от българския писател Алеко Константинов. Това е първият негов пътепис, който той издава през 1893 г.
Повод за написването на пътеписа „До Чикаго и назад“ са приятелите на Алеко Константинов още познат, като Щастливеца, които го подтикват да оформи своите „леки, хвърчащи бележки“ в книга – едно увлекателно за времето си четиво. Пътеписът е създаден през 1893 г. след пътуването на Константинов до САЩ, с цел да посети Световното изложение в Чикаго, посветено на 400-ната годишнина от стъпването на Христофор Колумб на Американския бряг. Като самостоятелно издание излиза през 1894 година и донася на автора литературна известност. „До Чикаго и назад“ пресъздава пътуване извън границите на България, като същевременно заявява отношението на автора към българската и чуждата действителност. Особено известен е епизодът на посещението на Ниагара.
В Чикагския университет на 1 ноември 1994 г. е издигнат паметник на писателя.